# Associació Col·legial d'Escriptors de Catalunya
L'Associació Col·legial d'Escriptors de Catalunya es una entitat creada el 1980 per tal de defensar els interessos dels escriptors en llengua catalana. Agrupa a escriptors i traductors.

## Premis
L'ACEC convoca cada any des de 1998 el Premi de Traducció Ángel Crespo i des de 2009 el Premi José Luis Giménez-Frontín.

## Arxiu Audiovisual de Poetes
L'any 2000 es va crear l'Arxiu Audiovisual de Poetes, sota l'impuls de qui llavors era el secretari general de l'ACEC, José Luis Giménez-Frontín. Va néixer amb la voluntat de reunir el testimoniatge de reconeguts poetes recitant la seva obra i s'ha convertit durant aquests anys en obligada referència per als estudiosos, documentalistes i lectors de poesia, en l'actualitat l'arxiu està format per 105 filmacions.

## Publicacions
Des de l'any 1993 l'ACEC ha editat trimestralment el Butlletí de l'ACEC arribant al número 74 en 2008. De l'any 2004 al 2008 es van editar 12 números la revista Quaderns d'Estudi i Cultura. Monogràfics que recullen les ponències presentades en els homenatges dedicats a diversos autors i les intervencions i lectures de les Jornades Poètiques de l'ACEC.